# Saint-Laurent-de-Cognac
Saint-Laurent-de-Cognac é uma comuna francesa na região administrativa da Nova Aquitânia, no departamento de Charente. Estende-se por uma área de 10,87 km². Em 2010 a comuna tinha 855 habitantes (densidade: 78,7 hab./km²).